# 山本朋寛
山本 朋寛（やまもと ともひろ、1969年9月22日-）は、香川県高松市出身のプロデューサー。

## 人物・略歴
映画/TV/DVD/配信/出版/など、コンテンツ企画、制作、販売、管理、キャスティングなどに関わっている。
2008年4月 - 旅チャンネルの番組「行くぞ!30日間世界一周」で水谷さるころと野田真外とともに世界一周に旅立った。
2009年4月 - 旅チャンネルの番組「行くぞ!30日間世界一周　2周目」で再び水谷さるころと野田真外とともに世界一周に旅立った。

## 参加作品
- 手塚眞のホラーシアター「ザ・バースデイ」（2006年 コンパスTV）
- 笑劇ネットバラエティ「黄金の白い部屋」（2006年 オフィス北野）
- TOROPICALFISH（2007年制作 未公開）
- グラドル女学院（2006年 - 2007年 BSフジ）
- 寺門琢己の骨盤革命（2007年 タキコーポレーション）
- 行くぞ!30日間世界一周（2008年 JIC旅チャンネル）
- チャンネル北野eX SP企画#166 北野武監督作品『アキレスと亀』公開記念 〜映画画報映画な人々〜（2008年 フジテレビ721）  など

## 書籍
- 30日間世界一周! 第1巻 （2009年4月2日、イーストプレス、ISBN 4781601146）
- 30日間世界一周! 第2巻 （2010年1月22日、イーストプレス、ISBN 4781603092）
- 30日間世界一周! 第3巻 （2010年7月30日、イーストプレス、ISBN 4781604374）
- 35日間世界一周!! Part1 アジア編 （2011年11月17日、イーストプレス、ISBN 4781607055）
- 35日間世界一周!! Part2 ヨーロッパ鉄道編（2012年6月15日、イーストプレス、ISBN 4781607942）
- 35日間世界一周!! Part3 南欧南米・世界遺産編（2013年3月7日、イーストプレス、ISBN 4781609023）
- 35日間世界一周!! Part4 南米・天空都市編（2013年12月7日、イーストプレス、ISBN 4781611117）

## DVD
- さるころの行くぞ!30日間世界一周 インド・パリ編 （2009年9月18日、ジェネオン・ユニバーサル、ASIN: B002IK70XK）
- さるころの行くぞ!30日間世界一周 ストーンヘンジ・ピラミッド編 （2009年9月18日、ジェネオン・ユニバーサル、ASIN: B002IK70XU）
- さるころの行くぞ!30日間世界一周 グランドキャニオン・イースター島編 （2009年9月18日、ジェネオン・ユニバーサル、ASIN: B002IWF26K）